# 김경식 (희극인)
김경식(1970년 11월 23일 ~ )은 대한민국의 희극인, 방송인이다.

## 생애
서울에서 출생하여 대구에서 잠시 유년기를 보낸 적이 있는 그는 서울예술전문대학 광고창작학과(전문학사)를 나왔고,  1992년 3월 SBS 개그 콘테스트를 통해 정식 데뷔를 하였으며, 틴틴파이브 멤버로 가수 활동을 하기도 했다. 가수 故 유채영과 함께 MBC 표준FM 《좋은 주말》을 진행한 적이 있으며, 서현진 前 MBC 아나운서와 함께 《생방송 원더풀 금요일》을 진행한 적이 있다.
한편, 1997 초 갑작스런 군 입대(공익)를 하면서 한동안 브라운관에서 사라진 뒤 다음 해 8월 제대를 한 후 친정인 SBS 위주로 활동했으나 IMF 이후 SBS가 코미디 프로그램을 폐지하면서MBC, 2000년 봄부터는 KBS로 활동영역을 넓혔으며 2002년 MBC 월화미니시리즈 내 사랑 팥쥐로 연속극 데뷔를 했다. 이후KBS-MBC에서 활동해 오다가 2007년 주말극장 황금신부SBS  출연했었다.

## 학력
- 대구중앙초등학교
- 배재중학교
- 언남고등학교
- 서울예술전문대학 광고창작학과

## 경력
- 1993년 - 그룹 틴틴파이브 멤버

## 수상
- 1994년 - SBS 인기상
- 1999년 - MBC 코미디대상 우수상
- 2002년 - MBC 방송연예대상 최우수상 코미디부문
- 2012년 - MBC 방송연예대상 라디오부문 우수상
- 2017년 - 제44회 한국방송대상 내레이션상

## 출연작

### TV 방송
- SBS 《웃으면 좋아요》
- SBS 《열려라 웃음 천국》
- SBS 《웃으며 삽시다》
  - <후지산 호랑이> : 쇠똥이 역
- SBS 《꾸러기 대행진》<깜짝 비디오> <꾸러기 콘테스트> 윤정수 김지선 과 함께 서태순 과 아이들 등장
- SBS 《점프챔프》
- SBS 《좋은 친구들》
- SBS 《TV 전파왕국》
- SBS 《해피타임》
- SBS 《전설야사》
- SBS 《퍼니퍼니》
- SBS 《러브 게임》
- SBS 《쇼 무한탈출》
- SBS 《토요일은 즐거워》
- SBS 《LA아리랑》
- KBS2 《어린이 뉴스탐험 505》 (2001.7.20 ~ 2001.11.2)
- KBS2 《두뇌쇼! 진실감정단》
- KBS2 《구수한 세상 누룽지》
- KBS2 《쇼 파워 비디오》 (2001.11.11 ~ 2006.3.11)
- KBS2 《좋은나라 운동본부》 (2004.11.7 ~ 2006.3.26)
- MBC 《시트콤 아니 벌써》 (1998 ~ 1999)
- MBC 《점프》
- MBC 《남자 셋 여자 셋》
- MBC 《여기는 코미디 본부》
- MBC 《웃는 날 좋은 날》
- MBC 《세 친구》
- MBC 《코미디 하우스》 (2000 ~ 2005)
- MBC 《연인들》
- MBC 《코미디 버라이어티 웃는 day》 (2005 ~ 2006)
- MBC 《웃고 또 웃고》 (2011 ~ 2012)
- MBC 《출발! 비디오 여행》 (2002 ~ 현재)
- MBC 《생방송 원더풀 금요일》
- KBS 《대한민국 행복발전소》
- MBC 《코미디에 빠지다》 (2013 ~ 2014)
- MBC 《7인의 식객》
- MBC 《두니아 처음 만난 세계》 (특별출연)
- MBC Every1 《인간탐구 스토리 와일드 썰》
- MBC Every1 《맛있을 지도 시즌 1》
- MBC Every1 《맛있을 지도 시즌 2》
- MBC Every1 《맛있을 지도 시즌 3》
- MBC Every1 《맛있을 지도 시즌 4》
- 채널A 《행복한 아침》 (2019.5 ~ 현재)
- SBS 《생활의 달인》 - 내레이션
- SBS 《궁금한 이야기 Y》 - 스토리텔러

### 영화
- 《요나 요나 펭귄》 - 포비 목소리 (2012)

### 드라마
- SBS - 《두 형사》
- MBC - 《내사랑 팥쥐》
- SBS - 《황금신부》
- KBS - 《사랑의 유람선》
- MBC EVERY1 - 《웹툰히어로 툰드라쇼》
- SBS - 《초인가족 2017》

### 라디오 프로그램(진행, 출연)
- MBC 표준FM 《두시만세》
- MBC 표준FM 《만화열전 - 공포의 외인구단》 - 마동탁 / 야구해설
- MBC 표준FM 《만화열전 - 감격시대》 - 시라소니의 무술스승
- MBC 표준FM 《좋은 주말》 (2013~2015) - 故 유채영 / 김경아와 함께 진행
- EBS 《EBS 책 읽는 라디오 낭독 시리즈》(2016년)
- 경기방송 《오늘의 문제 김경식입니다》(2018년 ~ 2020년 3월 27일)

### 케이블 방송
- 푸드채널 《사랑한다 면》
- U1미디어 《Film-1》
- SBS 드라마플러스 《탱자 연예뉴스》
- tvN 《마이캅》
- 매일경제TV 《매거진 투데이》 - MC

### 뮤지컬
- 《방황하는 별들》

### CF
- 자피로 슈피아
- 팔도 왕뚜껑·왕컵 (안선영과 함께 출연)
- 오리온 초코구미
- 오리온 마이구미
- 한국코카콜라
- 킹닷컴 캔디크러쉬젤리